# Cadix
Cadix é uma comuna francesa na região administrativa de Occitânia, no departamento de Tarn. Estende-se por uma área de 18,13 km². Em 2010 a comuna tinha 233 habitantes (densidade: 12,9 hab./km²).